# Po Tisuntiraidapuran
Po Tisuntiraidapuran (? - 1793) là lãnh tụ của tiểu quốc Panduranga (Thuận Thành trấn) từ 1780 đến 1793.

## Tiểu sử
Po Tisuntiraidapuran (Nam sử gọi là Nguyễn Văn Tá / 阮文佐) được biết đến là thành viên cuối cùng của vương tộc Panduranga còn giữ ngôi đại thống. Ông vốn là đích tôn của dòng Po Saktiraydapatih và được hoàng đế Thái Đức giúp đăng cơ vào năm 1780. Tuy nhiên, Po Tisuntiraidapuran liên tục phải chống đỡ các phong trào nổi dậy của người Chăm và hàng loạt cuộc công kích của chúa Nguyễn Ánh từ đất Gia Định. Vị thế của Po Tisuntiraidapuran tỏ ra rất yếu vì quá lệ thuộc quân lực Thái Đức, nên khi vị hoàng đế phải lo đối phó với người em trai Quang Trung thì nhà cai trị Panduranga lâm vào nguy cơ ngặt nghèo. Dưới triều đại Po Tisuntiraidapuran, Panduranga trở thành vùng đệm xào xáo giữa hai thế lực Tây Sơn và Nguyễn.
Năm 1782, một người anh em cùng huyết thống của Po Tisuntiraidapuran là Cei Krei Brei gây binh biến rồi phế truất ông, khiến thời điểm này Panduranga tạm thời không có người cai trị. Vào năm 1783, Cei Krei Brei tự tuyên bố là tân vương, nhưng liền sau đó quân Tây Sơn xuống vây đánh khiến ông này thất thế và bị tống giam. Ngôi vị của Po Tisuntiraidapuran được khai phục. Cùng năm này, một quân phiệt Chăm Bà-la-môn là Po Tolripho từ Ấn Độ về Panduranga lập chiến khu nhằm chống quân đồn trú Tây Sơn, nhưng chóng bị Bắc Bình vương dẹp. Po Tolripho may mắn tẩu thoát được, bèn trèo đèo vượt suối mấy ngày đường lên Cheo Reo ẩn lánh ở các buôn người Thượng. Đến năm 1790, chúa Nguyễn Ánh được đà Thái Đức lâm thế yếu khó vươn được xuống phương Nam, bèn tiến chiếm Panduranga, phong Cei Krei Brei làm Thuận Thành trấn Khâm sai Thống binh cai cơ, nhưng ít lâu sau thì bãi chức vì nghi ông theo Quang Trung. Dù vậy, chúa Nguyễn liệu bề không tiếp quản được Panduranga nên trả lại ngôi vị cho Po Tisuntiraidapuran và triệt thoái về Gia Định. Như vậy, ông có tới 2 lần bị đoạn ngôi.
Vào năm 1793, nhân khi Thái Đức vừa băng hà, chúa Nguyễn cùng sự giúp sức của Po Ladhuanpuguh và Po Saong Nyung Ceng tiến công mãnh liệt triều đình Panduranga. Po Tisuntiraidapuran hầu như không thể kháng cự nên bị bắt về Gia Định thành, ông bị chúa Nguyễn khép án tử và xử giảo. Nhưng nhà chúa thấy chưa tự quản được Panduranga, bèn phong cho Po Ladhuanpuguh làm kế vương và Po Saong Nyung Ceng được chức phó vương, quân Nguyễn lại quay về giữ đất Gia Định. Cả Po Ladhuanpuguh và Po Saong Nyung Ceng đều là phú nông nhưng không có huyết thống vương tộc.

## Dấu ấn
Trong hợp tuyển Archives royales du Champa có lưu lại hai văn thư của một quan lớn (Po Praong) gửi cho anh trai tên Yaktiraydaputih bàn việc dẹp phiến loạn ở miền Blao, có ấn triện Thái Đức và Thuận Thành trấn vương, được tiến sĩ Po Dharma khẳng định là được viết dưới triều Po Tisuntiraidapuran.